# 小行星4556
小行星4556（英語：4556 Gumilyov）是一颗围绕太阳公转的小行星。1987年8月27日，柳德米拉·卡拉季奇在克里米亚发现了此天体。
这颗小行星的绝对星等为213.86799等。